# 公営交通事業協会
一般社団法人公営交通事業協会（こうえいこうつうじぎょうきょうかい）は、日本の公共交通機関を営む地方公営企業（公営交通）で構成する社団法人である。

## 概要
会員は原則として、公営の鉄道事業者及び軌道経営者、バス事業者である。2018年（平成30年）に大阪市交通局の鉄道・軌道事業が大阪市高速電気軌道として民営化されたことに伴い、公営企業の事業を引き継いだ民間事業者についても「特別会員」として入会を認めるようになった。また一部の第三セクター事業者については「賛助会員」として入会している。

## 会員の一覧
※ 2024年（令和6年）7月1日現在。

### 正会員
北海道・東北地方
- 札幌市交通局
- 函館市企業局交通部
- 青森市企業局交通部
- 八戸市交通部
- 仙台市交通局

関東地方
- 東京都交通局
- 川崎市交通局
- 横浜市交通局

中部地方
- 名古屋市交通局

近畿地方
- 京都市交通局
- 高槻市交通部
- 伊丹市交通局
- 神戸市交通局

中国・四国地方
- 松江市交通局
- 宇部市交通局
- 徳島市交通局

九州地方
- 北九州市交通局
- 福岡市交通局
- 佐賀市交通局
- 長崎県交通局
- 熊本市交通局
- 鹿児島市交通局

### 特別会員
- 大阪市高速電気軌道 - 旧大阪市交通局の事業を引き継いだもの。

### 賛助会員
- 日本建設業連合会
- 三菱ふそうトラック・バス
- 三井住友海上火災保険
- 里創企画
- テック大洋工業
- 東京アドエージェンシー
- 東京海上日動火災保険
- 埼玉新都市交通
- 埼玉高速鉄道
- ゆりかもめ
- 多摩都市モノレール
- 横浜高速鉄道
- 横浜シーサイドライン
- 愛知高速交通
- 名古屋ガイドウェイバス
- 名古屋臨海高速鉄道
- 大阪モノレール
- 広島高速交通
- 北九州高速鉄道
- 沖縄都市モノレール